# Kanton St. Gallen
Koordinaten: 47° 12′ N, 9° 18′ O; CH1903: 741029 / 229345
St. Gallen (schweizerdeutsch Sanggale, französisch Saint-Gall, italienisch San Gallo, rätoromanisch Sogn Gaglⓘ, Son Gagl) ist ein Kanton in der Deutschschweiz und liegt in der Region Ostschweiz. Der Hauptort ist die gleichnamige Stadt St. Gallen.

## Geographie

### Lage
Der Ostschweizer Kanton St. Gallen grenzt an die schweizerischen Kantone Graubünden, Glarus, Schwyz, Zürich, Thurgau, im Norden an den Bodensee sowie im Osten an das österreichische Bundesland Vorarlberg und das Fürstentum Liechtenstein. Durch den Bodensee grenzt der Schweizer Kanton indirekt an die Landkreise Konstanz, Bodenseekreis und Lindau in Deutschland. Ferner umschliesst er die Kantone Appenzell Innerrhoden und Appenzell Ausserrhoden.
In der angegebenen Kantonsfläche von 2028 km² ist eine Fläche von 47 km² im Obersee des Bodensees enthalten, wobei es in diesem Seebecken keine international anerkannte Grenzziehung zwischen der Schweiz,  Deutschland und Österreich gibt (siehe: Territoriale Zugehörigkeit im Bodensee).

### Gebirge und Gewässer
Der höchste Berg des Kantons ist der Ringelspitz mit 3247 m ü. M.; bekannter dürfte jedoch der Säntis (2502 m ü. M.) sein. Der tiefste Punkt ist mit 395 Metern über Meer der Bodensee. Die grössten St. Galler Seen sind der Bodensee, der Zürichsee und der Walensee, die alle allerdings nicht ausschliesslich auf St. Galler Gebiet liegen. Der grösste See ausschliesslich auf St. Galler Gebiet ist daher der Stausee Gigerwaldsee.
Bedeutendere Flüsse sind der Rhein, die Thur, die Linth, die Sitter und die Seez.

### Regionen
Geografische Regionen von Norden nach Süden und von Osten nach Westen.
- Bodensee
- Fürstenland
- Toggenburg
- St. Galler Rheintal
  - Rheintal
  - Werdenberg
  - Sarganserland
- Zürichsee
- Linthebene
- Walensee

## Bevölkerung
Die Einwohner des Kantons werden Sankt Galler genannt.

### Demographie
Per 31. Dezember 2023 betrug die Einwohnerzahl des Kantons St. Gallen 535'114. Die Bevölkerungsdichte liegt mit 264 Einwohnern pro Quadratkilometer über dem Schweizer Durchschnitt (217 Einwohner pro Quadratkilometer). Der Ausländeranteil (gemeldete Einwohner ohne Schweizer Bürgerrecht) bezifferte sich am 31. Dezember 2023 auf 26,5 Prozent, während landesweit 27,0 Prozent Ausländer registriert waren. Per 30. Juni 2021 betrug die Arbeitslosenquote 2,3 Prozent gegenüber 2,8 Prozent auf eidgenössischer Ebene.

### Sprachen
Amtssprache im Kanton St. Gallen ist Deutsch, Umgangssprache ist Schweizerdeutsch.
2012 gaben 89,3 Prozent der Bevölkerung Deutsch, 3,6 Prozent Italienisch und 1,2 Prozent Französisch als Hauptsprache an. Angaben zur anderen Schweizer Amtssprache Rätoromanisch wurden nicht gemacht. Englisch gaben 2,5 Prozent der Bevölkerung als Hauptsprache an.
Aufgrund der heterogenen Zusammenstellung des Kantons durch die Mediationsakte 1803 gehören die im Kanton St. Gallen gesprochenen Dialekte verschiedenen Gruppen an. Die im Fürstenland, in der Kantonshauptstadt, im Rheintal und Werdenberg sowie im Toggenburg gesprochenen Mundarten sind alle Teil des Ostschweizer Dialekts. Die Dialekte im Süden des Kantons sind durch das Aufeinanderprallen und die Überschichtung von Mundarten ungleicher Herkunft geprägt: westlicher und innerschweizerischer auf der einen Seite, östlich-sarganserländisch-bündnerrheintalischer auf der anderen. Die in Rapperswil-Jona gesprochene Mundart ist hingegen praktisch mit dem Zürichdeutsch identisch.
Bis ins Mittelalter wurde in den südlichen Gegenden des Kantons St. Gallen Rätoromanisch gesprochen. Aus diesem Grunde sind viele geografische Bezeichnungen (Ortschaften, Fluren, Berge, Gewässer) in dieser Gegend romanischer Herkunft.

### Nationalitäten
| Herkunftsstaat            | 2000  | 2010  |
| ------------------------- | ----- | ----- |
| Schweiz                   | 80,43 | 78,17 |
| Deutschland               | 1,86  | 4,43  |
| Serbien Montenegro Kosovo | 4,31  | 4,02  |
| Italien                   | 3,49  | 2,74  |
| Nordmazedonien            | 1,60  | 1,93  |
| Österreich                | 1,12  | 1,41  |
| Türkei                    | 1,42  | 1,03  |
| Bosnien und Herzegowina   | 1,37  | 1,03  |
| Portugal                  | 0,56  | 0,84  |

### Religionen – Konfessionen

#### Geschichtlicher Hintergrund
Da der Kanton St. Gallen erst 1803 aus verschiedenen Territorien geschaffen wurde, ist er konfessionell sehr heterogen. Heute sind allerdings 42 % der Gesamtbevölkerung (Stand 2022) weder reformiert noch katholisch.
Von den 1803 zusammengekommenen Gebieten waren das nördliche Fürstenland (einst Besitz des St. Galler Fürstabts) rein katholisch, doch mit Ausnahme der reformierten Stadt St. Gallen (einst unabhängige Reichsstadt) sowie der südlichen Regionen See-Gaster und Sarganserland (einst Untertanengebiete der Innerschweiz). Das im Westen gelegene Toggenburg war gemischt, doch überwiegend reformiert, das im Osten gelegene Rheintal war ebenfalls gemischt, doch vorwiegend katholisch, ausgenommen die vormals zürcherischen und glarnerischen Untertanengebiete von Sax und Werdenberg, die wiederum reformiert waren.
Heute sind der Katholische Konfessionsteil des Kantons St. Gallen, die Evangelisch-reformierte Kirche des Kantons St. Gallen, die christkatholische Kirche sowie die jüdische Gemeinde St. Gallen öffentlich-rechtlich anerkannt.

#### Konfessionsstatistik

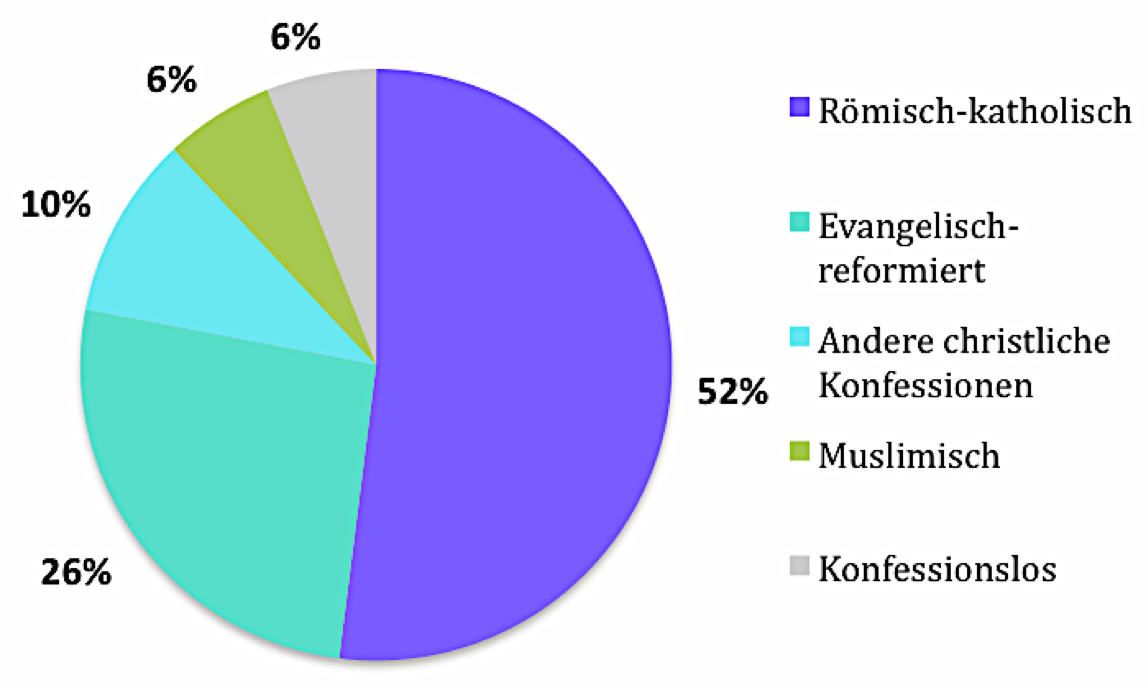
Gesamtbevölkerung des Kantons St. Gallen nach Religion/Konfession (Stand: Volkszählung 2000)

Am 31. Dezember 2022 waren 39,3 % der Gesamtbevölkerung des Kantons römisch-katholisch und 18,7 % evangelisch-reformiert, während 42,0 % einer anderen Glaubensgemeinschaft angehörten oder konfessionslos waren.
Bei der Volkszählung 2000 waren 52 % der Kantonsbevölkerung römisch-katholisch, 26 %  evangelisch-reformiert, 10 % gehörten anderen christlichen Kirchen an, 6 % waren muslimisch und 6 % konfessionslos.
Abgesehen von der römisch-katholischen und der reformierten Kirche liegen seit der Volkszählung 2000 keine Zahlen zur Religionszugehörigkeit der Gesamtbevölkerung des Kantons mehr vor. Das Bundesamt für Statistik führt jedoch Stichprobenerhebungen durch, bei welchen auch andere Religionsgemeinschaften im Kanton St. Gallen erfasst werden.
Bei der Stichprobenerhebung von 2017 bekannten sich 7 Prozent der Befragten ab 15 Jahren zu einer anderen christlichen Konfession (weder römisch-katholisch noch reformiert), 8 Prozent waren muslimischen Glaubens, und 1 Prozent gehörte einer anderen Religionsgemeinschaft an. 18 Prozent der Befragten ab 15 Jahren waren konfessionslos. Ferner zeigt die Erhebung grössere Unterschiede bezüglich der Religionszugehörigkeit auf, werden die Staatsangehörigkeit und Herkunft der Befragten betrachtet:
| Religion                         | Total der Befragten | Schweizer Staats- angehörigkeit | Schweizer ohne Migrations- hintergrund | Schweizer mit Migrations- hintergrund | Ausländische Staats- angehörigkeit |
| -------------------------------- | ------------------- | ------------------------------- | -------------------------------------- | ------------------------------------- | ---------------------------------- |
| Christentum                      | 72                  | 79                              | 82                                     | 59                                    | 49                                 |
| – römisch-katholisch             | 44                  | 48                              | 50                                     | 35                                    | 32                                 |
| – evangelisch-reformiert         | 21                  | 26                              | 29                                     | 10                                    | 06                                 |
| – andere christliche Konfession  | 07                  | 05                              | 03                                     | 14                                    | 11                                 |
| andere Religionen                | 09                  | 03                              | 01                                     | 20                                    | 26                                 |
| - muslimisch                     | 08                  | 02                              | 0                                      | 16                                    | 23                                 |
| - übrige Religionsgemeinschaften | 01                  | 01                              | 01                                     | 04                                    | 03                                 |
| konfessionslos                   | 18                  | 17                              | 16                                     | 20                                    | 24                                 |
| keine Angabe                     | 01                  | 01                              | 01                                     | 01                                    | 01                                 |

## Staatliche Organisation, Politik

### Verfassung

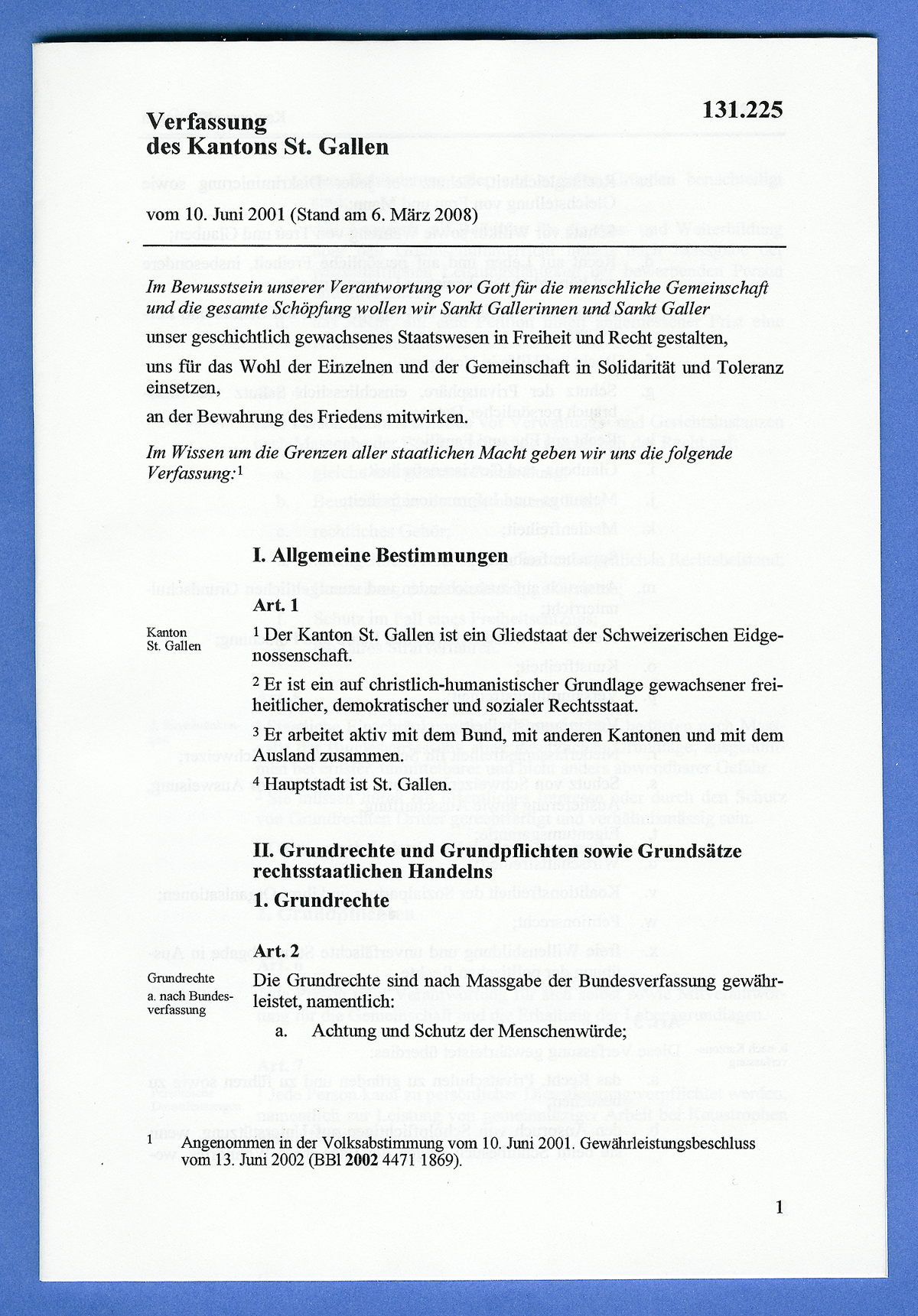
Erste Seite der Verfassung des Kantons St. Gallen

Die gegenwärtige Verfassung des Kantons St. Gallen datiert vom 10. Juni 2001 (mit seitherigen Änderungen).

### Legislative
Gesetzgebendes Organ (Legislative) ist der Kantonsrat, der 120 Mitglieder zählt und vom Volk nach dem Proporzwahlrecht auf eine feste Amtszeit von vier Jahren gewählt wird. Das Parlament tagt im sogenannten Pfalzflügel des Klosterhofs in St. Gallen.
Über Volksabstimmungen, das heisst obligatorisches Referendum bei Verfassungsänderungen, fakultatives Referendum bei Gesetzesänderungen sowie Volksinitiativen betreffend den Erlass von Verfassungs- oder Gesetzesbestimmungen, hat auch das stimmberechtigte Volk direkten Anteil an der Gesetzgebung. Die Abstimmung über ein Gesetz können 4000 Stimmberechtigte verlangen; um ein Gesetz vorzuschlagen, bedarf es der Unterstützung durch 6000 Stimmberechtigte, und um eine Verfassungsänderung zu beantragen, sind 8000 Stimmberechtigte vonnöten. Eine allgemeine rechtsetzende Tätigkeit schliesslich können 4000 Stimmberechtigte verlangen (Einheitsinitiative). Dem obligatorischen bzw. fakultativen Referendum unterliegen sodann Staatsausgaben in vom Gesetz festgelegten Höhen.
Die Zusammensetzung des Kantonsrates seit den Wahlen 2024 für die Amtsdauer 2024 bis 2028 ist wie folgt:

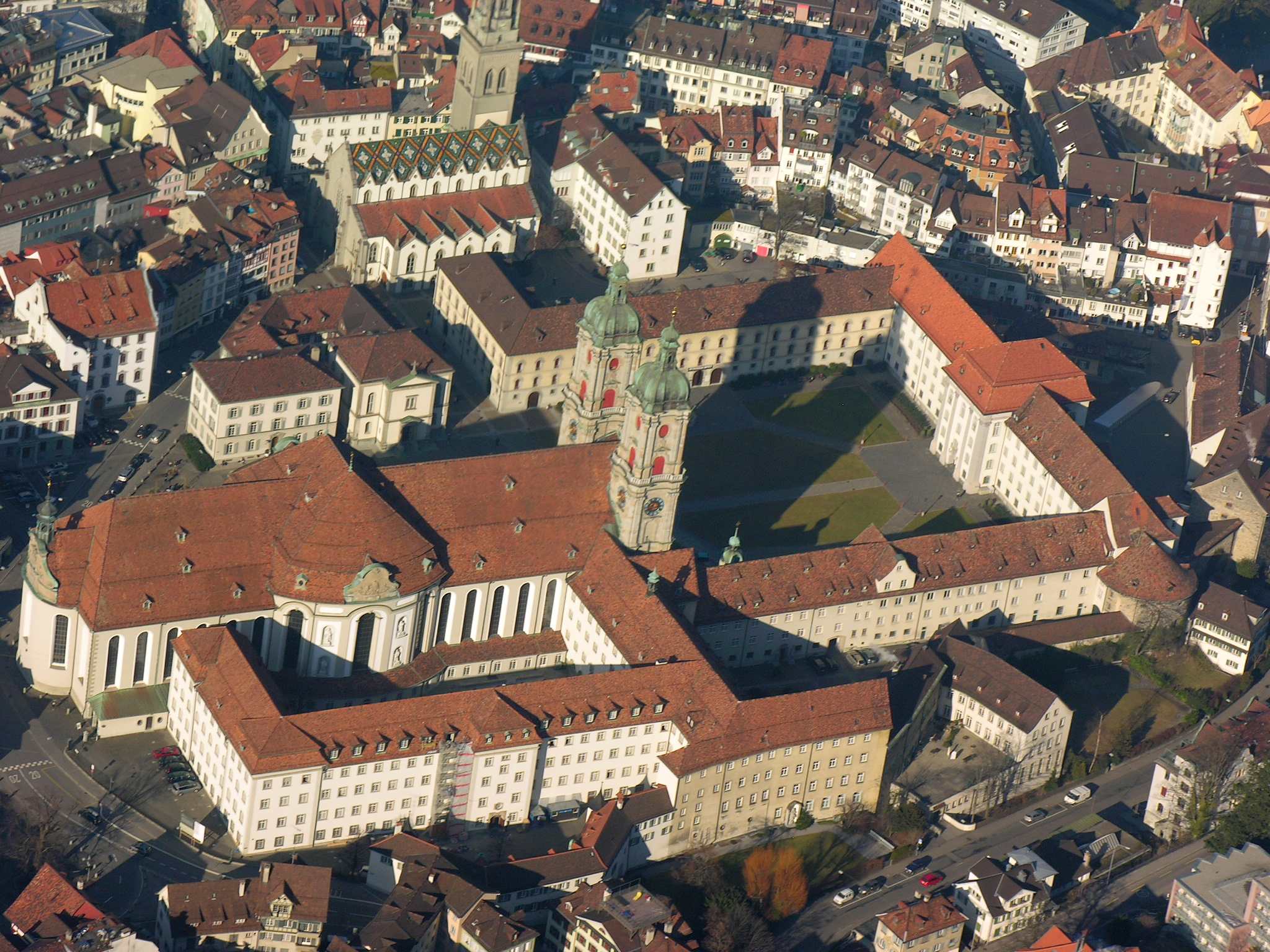
Sitz von Legislative und Exekutive: Das Pfalzgebäude im Stiftsbezirk rechts im Bild

| Partei | Partei                                      | Sitze 2024 | Veränderung zu 2020 | Sitzverteilung                                                                            | Stimmenanteile 2024 |
| ------ | ------------------------------------------- | ---------- | ------------------- | ----------------------------------------------------------------------------------------- | --- |
|        | Schweizerische Volkspartei (SVP)            | 42         | +7                  | Insgesamt 120 Sitze - Grüne: 6 - SP: 18 - GLP: 6 - EVP: 2 - Mitte: 27 - FDP: 19 - SVP: 42 | Wahl zum St. Galler Kantonsrat vom 3. März 2024Wahlbeteiligung: 40,9 % 403020100 31,521,915,714,96,86,51,80,5 SVPMitteFDPSPGrüneGLPEVPSonst.Gewinne und Verlusteim Vergleich zu 2020 %p 6 4 2 0 −2 −4+4,6−0,5−2,6−0,4−0,8+0,4−0,5−0,2SVPMitteFDPSPGrüneGLPEVPSonst. |
|        | Die Mitte                                   | 27         | 0                   | Insgesamt 120 Sitze - Grüne: 6 - SP: 18 - GLP: 6 - EVP: 2 - Mitte: 27 - FDP: 19 - SVP: 42 | Wahl zum St. Galler Kantonsrat vom 3. März 2024Wahlbeteiligung: 40,9 % 403020100 31,521,915,714,96,86,51,80,5 SVPMitteFDPSPGrüneGLPEVPSonst.Gewinne und Verlusteim Vergleich zu 2020 %p 6 4 2 0 −2 −4+4,6−0,5−2,6−0,4−0,8+0,4−0,5−0,2SVPMitteFDPSPGrüneGLPEVPSonst. |
|        | FDP.Die Liberalen (FDP)                     | 19         | -3                  | Insgesamt 120 Sitze - Grüne: 6 - SP: 18 - GLP: 6 - EVP: 2 - Mitte: 27 - FDP: 19 - SVP: 42 | Wahl zum St. Galler Kantonsrat vom 3. März 2024Wahlbeteiligung: 40,9 % 403020100 31,521,915,714,96,86,51,80,5 SVPMitteFDPSPGrüneGLPEVPSonst.Gewinne und Verlusteim Vergleich zu 2020 %p 6 4 2 0 −2 −4+4,6−0,5−2,6−0,4−0,8+0,4−0,5−0,2SVPMitteFDPSPGrüneGLPEVPSonst. |
|        | Sozialdemokratische Partei der Schweiz (SP) | 18         | -1                  | Insgesamt 120 Sitze - Grüne: 6 - SP: 18 - GLP: 6 - EVP: 2 - Mitte: 27 - FDP: 19 - SVP: 42 | Wahl zum St. Galler Kantonsrat vom 3. März 2024Wahlbeteiligung: 40,9 % 403020100 31,521,915,714,96,86,51,80,5 SVPMitteFDPSPGrüneGLPEVPSonst.Gewinne und Verlusteim Vergleich zu 2020 %p 6 4 2 0 −2 −4+4,6−0,5−2,6−0,4−0,8+0,4−0,5−0,2SVPMitteFDPSPGrüneGLPEVPSonst. |
|        | Grüne Partei der Schweiz (GPS)              | 60         | -30                 | Insgesamt 120 Sitze - Grüne: 6 - SP: 18 - GLP: 6 - EVP: 2 - Mitte: 27 - FDP: 19 - SVP: 42 | Wahl zum St. Galler Kantonsrat vom 3. März 2024Wahlbeteiligung: 40,9 % 403020100 31,521,915,714,96,86,51,80,5 SVPMitteFDPSPGrüneGLPEVPSonst.Gewinne und Verlusteim Vergleich zu 2020 %p 6 4 2 0 −2 −4+4,6−0,5−2,6−0,4−0,8+0,4−0,5−0,2SVPMitteFDPSPGrüneGLPEVPSonst. |
|        | Grünliberale Partei (GLP)                   | 60         | 0 0                 | Insgesamt 120 Sitze - Grüne: 6 - SP: 18 - GLP: 6 - EVP: 2 - Mitte: 27 - FDP: 19 - SVP: 42 | Wahl zum St. Galler Kantonsrat vom 3. März 2024Wahlbeteiligung: 40,9 % 403020100 31,521,915,714,96,86,51,80,5 SVPMitteFDPSPGrüneGLPEVPSonst.Gewinne und Verlusteim Vergleich zu 2020 %p 6 4 2 0 −2 −4+4,6−0,5−2,6−0,4−0,8+0,4−0,5−0,2SVPMitteFDPSPGrüneGLPEVPSonst. |
|        | EVP                                         | 20         | 0                   | Insgesamt 120 Sitze - Grüne: 6 - SP: 18 - GLP: 6 - EVP: 2 - Mitte: 27 - FDP: 19 - SVP: 42 | Wahl zum St. Galler Kantonsrat vom 3. März 2024Wahlbeteiligung: 40,9 % 403020100 31,521,915,714,96,86,51,80,5 SVPMitteFDPSPGrüneGLPEVPSonst.Gewinne und Verlusteim Vergleich zu 2020 %p 6 4 2 0 −2 −4+4,6−0,5−2,6−0,4−0,8+0,4−0,5−0,2SVPMitteFDPSPGrüneGLPEVPSonst. |

### Exekutive
Oberstes vollziehendes bzw. ausführendes Organ (Exekutive) ist die Regierung, welche sieben gleichberechtigte Mitglieder zählt. Sie werden nach dem Majorzwahlrecht vom Volk auf eine feste Amtszeit von vier Jahren gewählt. Den Vorsitzenden, Regierungspräsident (bis 2002 Landammann) genannt, wählt der Kantonsrat nach dem Rotationsprinzip für jeweils eine einjährige Amtsdauer.
Die Regierungsräte der aktuellen Legislaturperiode vom 1. Juni 2024 bis zum 31. Mai 2028 und ihre jeweiligen Departemente lauten wie folgt:
| Regierungsrat      | Amtsbezeichnung       | Partei    | Departement                        |
| ------------------ | --------------------- | --------- | ---------------------------------- |
| Marc Mächler       | Regierungsrat         | FDP       | Finanzdepartement                  |
| Beat Tinner        | Regierungsrat         | FDP       | Volkswirtschaftsdepartement        |
| Laura Bucher       | Regierungsrätin       | SP        | Departement des Innern             |
| Susanne Hartmann   | Regierungspräsidentin | Die Mitte | Bau- und Umweltdepartement         |
| Bruno Damann       | Regierungsrat         | Die Mitte | Gesundheitsdepartement             |
| Bettina Surber     | Regierungsrätin       | SP        | Bildungsdepartement                |
| Christoph Hartmann | Regierungsrat         | SVP       | Sicherheits- und Justizdepartement |

Leiter der Staatskanzlei ist seit Februar 2020 Staatssekretär Benedikt van Spyk (FDP).

### Judikative
Die Rechtsprechung (Judikative) wird auf kantonaler Ebene durch das Kantons-, Handels-, Verwaltungs- und das Versicherungsgericht ausgeübt.
Auf regionaler Ebene bestehen erstinstanzliche Kreis- und Arbeitsgerichte sowie als vorgeschaltete Schlichtungsbehörde die Vermittler.
Das Kassationsgericht, bis dahin oberste kantonale Gerichtsinstanz, wurde auf den 1. Januar 2011 abgeschafft.

### Verwaltungsgliederung

#### Politische Gemeinden
Als dezentrale Einheiten kennt der Kanton St. Gallen als Normalfall die politischen Gemeinden. Spezialgemeinden sind die Ortsgemeinden, die Schulgemeinden sowie örtliche und ortsbürgerliche Korporationen, deren Zahl allerdings von Jahr zu Jahr rückläufig ist und die es folglich nicht mehr im ganzen Kanton gibt. Zwar Körperschaften des öffentlichen Rechts, aber dennoch keine «Gemeinden nach Gemeindegesetz», sondern nach landeskirchlichem Recht geordnet sind die römisch-katholischen und die evangelisch-reformierten Kirchgemeinden.
Der Kanton St. Gallen umfasst per 1. Januar 2017 mit 77 politische Gemeinden, 37 Schulgemeinden, 98 Ortsgemeinden, 41 örtlichen Korporationen und 14 ortsbürgerlichen Korporationen insgesamt 297 «Gemeinden nach Gemeindegesetz» sowie 57 Zweckverbände.

#### Wahlkreise

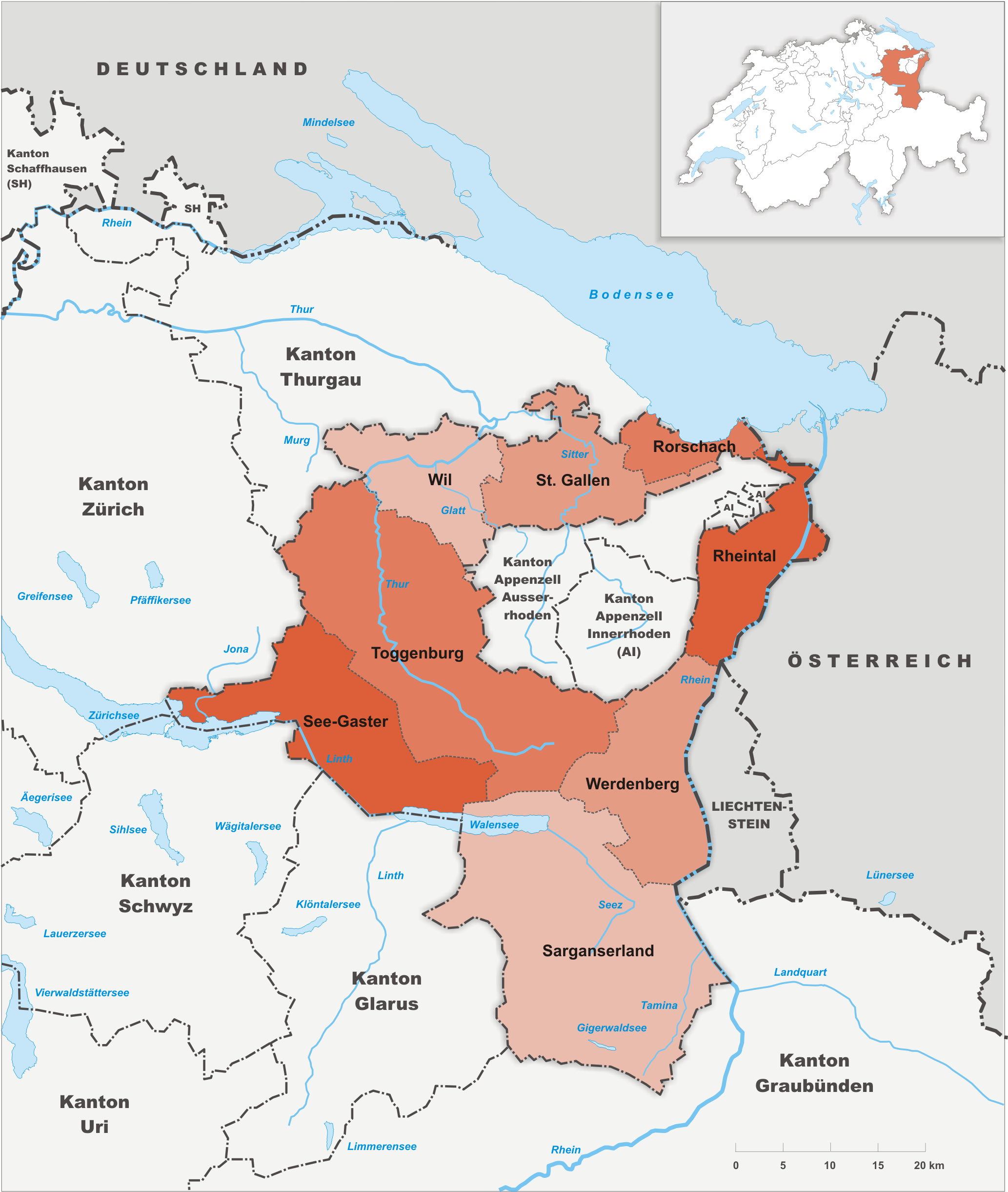
Wahlkreise des Kantons St. Gallen

Bis Ende Dezember 2002 kannte der Kanton St. Gallen eine Aufteilung in Bezirke. Die Aufgaben der früheren Bezirke wurden in den letzten Jahren zunehmend auf andere Körperschaften übertragen; als Institution wurden die Bezirke schliesslich mit der neuen Kantonsverfassung abgeschafft. Die heutigen Wahlkreise erfüllen keine Aufgaben der Staatsverwaltung mehr.
Der Kanton St. Gallen ist seit dem 1. Januar 2003 in die folgenden Wahlkreise gegliedert, die im Uhrzeigersinn aufgelistet werden:
| Wahlkreis         | Einwohner | Fläche in km² | Politische Gemeinden |
| ----------------- | --------- | ------------- | --- |
| St. Gallen        | 126'137   | 157.67        | St. Gallen, Eggersriet, Wittenbach, Häggenschwil, Muolen, Waldkirch, Andwil, Gossau, Gaiserwald                                                                    |
| Rorschach         | 045'321   | 050.46        | Mörschwil, Goldach, Steinach, Berg, Tübach, Untereggen, Rorschacherberg, Rorschach, Thal                                                                           |
| Rheintal          | 077'977   | 138.94        | Rheineck, St. Margrethen, Au, Berneck, Balgach, Diepoldsau, Widnau, Rebstein, Marbach, Altstätten, Eichberg, Oberriet, Rüthi                                       |
| Werdenberg        | 042'201   | 206.51        | Sennwald, Gams, Grabs, Buchs, Sevelen, Wartau |
| Sarganserland     | 043'837   | 517.78        | Sargans, Vilters-Wangs, Bad Ragaz, Pfäfers, Mels, Flums, Walenstadt, Quarten                                                                                       |
| See-Gaster        | 071'692   | 245.91        | Amden, Weesen, Schänis, Benken, Kaltbrunn, Gommiswald, Uznach, Schmerikon, Rapperswil-Jona, Eschenbach                                                             |
| Toggenburg        | 048'791   | 488.59        | Wildhaus-Alt St. Johann, Nesslau, Ebnat-Kappel, Wattwil, Lichtensteig, Oberhelfenschwil, Neckertal, Hemberg, Bütschwil-Ganterschwil, Lütisburg, Mosnang, Kirchberg |
| Wil               | 079'158   | 145.24        | Jonschwil, Oberuzwil, Uzwil, Flawil, Degersheim, Wil, Zuzwil, Oberbüren, Niederbüren, Niederhelfenschwil                                                           |
| Kanton St. Gallen | 535'1140  | 2028.20       | |

### Vertretung auf nationaler Ebene
St. Gallen entsendet – wie jeder Vollkanton – zwei Abgeordnete in den Ständerat und aufgrund seiner Einwohnerzahl zwölf Vertreter in den Nationalrat.

### Aussenbeziehungen
Der Kanton St. Gallen pflegt ausgewählte Regionen-Partnerschaften in Ost- und Mitteleuropa sowie in Norditalien:
- Liberecký kraj (Region Liberec), Tschechien
- Kreis Bihor, Rumänien
- (ehemalige) Provinz Udine, Italien

## Geschichte

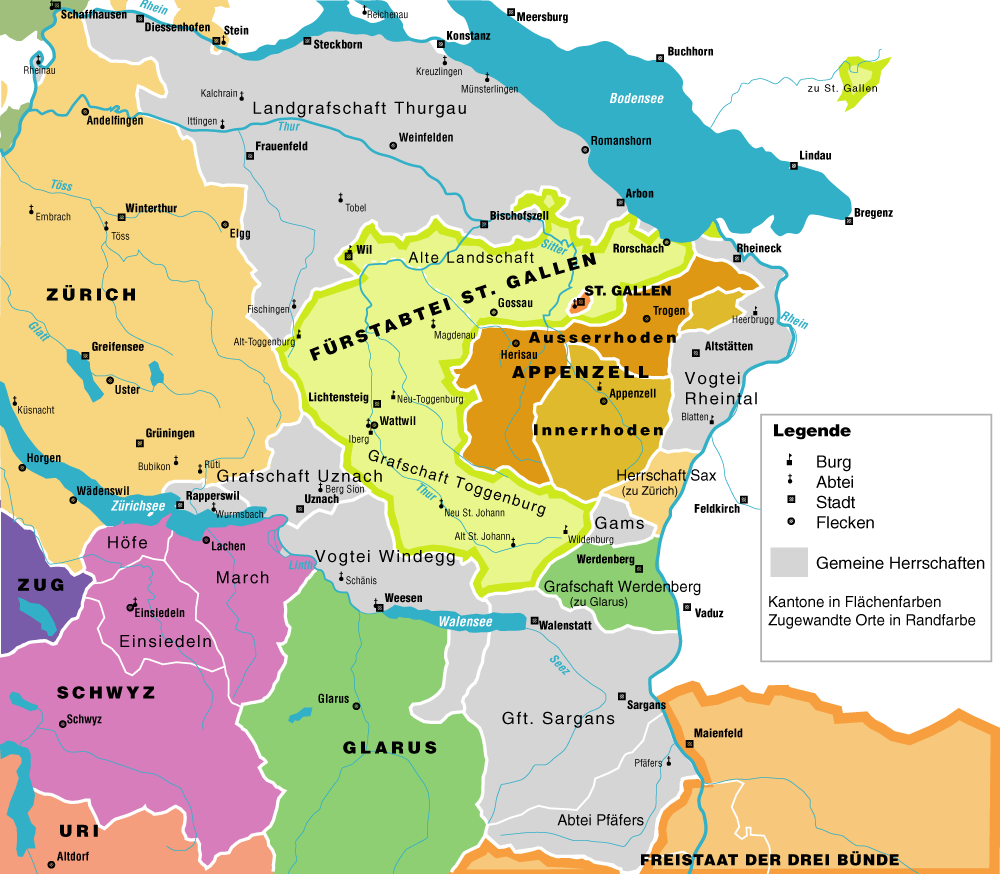
Die «Alte Ordnung» in der Ostschweiz bis 1798

Der Kanton St. Gallen wurde 1803 auf Antrag des helvetischen Abgeordneten Karl Müller-Friedberg von Napoleon Bonaparte geschaffen. Das Gebiet des Kantons entstand aus der Verschmelzung der helvetischen Kantone Linth und Säntis abzüglich der wiederhergestellten Kantone Glarus und Appenzell. Diese «Konkursmasse» bestand aus den folgenden Gebieten (der Grösse nach):
- «Alte Landschaft» St. Gallen, bis 1798 Kerngebiet der Fürstabtei St. Gallen
- Grafschaft Toggenburg, bis 1798 von den Fürstäbten von St. Gallen regiert
- Grafschaft Sargans, bis 1798 Gemeine Herrschaft der Eidgenossenschaft
- Vogtei Windegg (Gaster) mit dem Amt Gams, bis 1798 Gemeine Herrschaft der Eidgenossenschaft
- Vogtei Rheintal, bis 1798 Gemeine Herrschaft der Eidgenossenschaft
- Grafschaft Uznach, bis 1798 Gemeine Herrschaft der Eidgenossenschaft
- Grafschaft Werdenberg, bis 1798 ein Untertanengebiet des Kantons Glarus
- Herrschaft Sax-Forstegg, bis 1798 Untertanengebiet des Kantons Zürich
- Herrschaft Rapperswil, bis 1798 Gemeine Herrschaft der Eidgenossenschaft
- Stadt St. Gallen, bis 1798 Freie Reichsstadt und Stadtrepublik

Der neu gebildete Kanton St. Gallen trat 1803 gemeinsam mit den anderen neuen Kantonen Thurgau, Waadt, Aargau, Graubünden und Tessin als gleichberechtigtes Bundesglied der Schweizerischen Eidgenossenschaft bei. Die kurzzeitig auf dem st. gallischen Territorium gebildeten helvetischen Kantone Linth und Säntis wurden aufgelöst.
Der junge Kanton gab sich 1803 und 1814 die ersten Kantonsverfassungen und konnte sich in der nachnapoleonischen Zeit gegenüber territorialen Ansprüchen des ehem. Fürstabts von St. Gallen, Pankraz Vorster, einerseits und gegenüber separatistischen Regionen andererseits behaupten.
In der Verfassung von 1814 wurden aufgrund der konfessionellen Heterogenität des Kantons Angelegenheiten wie Kirchen-, Ehe- und Schulsachen nicht dem Staat, sondern den katholischen und reformierten Bevölkerungsgruppen, den sogenannten «Kantonsteilen», überantwortet, sodass neben dem allgemeinen gesetzgebenden Grossen Rat (heute Kantonsrat) auch ein katholischer und ein reformierter Grosser Rat eingeführt wurden (→ konfessioneller Dualismus).
1831 wurde eine repräsentativ-demokratische Verfassung eingeführt, die mit dem «Volksveto» bereits erste direkt-demokratische Züge aufwies und das bisherige oligarchische Regime ablöste. 1861 übernahm der Staat nach heftigen Streitigkeiten das bisher kirchliche Schulwesen. Die starke Konfessionalisierung des Kantons prägte St. Gallen aber noch weit bis ins 20. Jahrhundert hinein. 1875 wurde das «Volksveto» durch das fakultative Referendum (Einspracherecht des Volkes gegen Gesetze) ersetzt.
In der Verfassung von 1890 wurden mit der Einführung der Volksinitiative (Recht des Volkes, Gesetze vorzuschlagen), der Erleichterung das Referendums und der Volkswahl der Regierung die Volksrechte modernisiert. Dieses Grundgesetz galt, mit vielen Änderungen, bis zum Erlass der bis heutige gültigen Verfassung von 2001, die in erster Linie die zahlreichen verfassungsrechtlichen Neuerungen der vergangenen hundert Jahre zusammenfasste und die Reorganisation des Kantons abschloss.
Das Stimm- und Wahlrecht für Frauen wurde in St. Gallen auf kantonaler und kommunaler Ebene 1972 eingeführt.

## Wappen
| Wappen von Kanton St. Gallen | Blasonierung: «In Grüne ein kreuzweise von einem grünen Band umwundenes silbernes Stäbebündel (Fasces) mit fünf sichtbaren Stäben und durchgehendem rechtsgewendetem silbernem Beil mit rückseitigem Dorn.» |
| Wappen von Kanton St. Gallen | Wappenbegründung: Das Wappen St. Gallens zeigt in Grün ein silbernes Rutenbündel mit Beil (auch Liktorenbündel bzw. lateinisch Fasces genannt). Den Ursprung dieses Bündels findet man im römischen Reich. Liktoren trugen ein Rutenbündel mit einem Beil hohen Beamten voraus. Das Bündel galt als Symbol der Gerichtsgewalt. Die Farbe Grün ist auch in den Wappen der ebenfalls 1803 gegründeten Kantone Thurgau und Waadt sichtbar. |

Im Jahr 2011 wurde das Wappen in seiner Darstellungsform modifiziert. So wurde der Dorn des Beils entfernt, das helle Grün in ein dunkles geändert und die Wappenform nach unten spitzverlaufend gestaltet. Aufgrund dessen ist die oben aufgeführte Blasonierung nur teilweise korrekt.
Die Revolutionäre in Frankreich übernahmen deren Symbole. Die Helvetische Republik übernahm neben der Trikolore auch das Rutenbündel. Im Vergleich zur französischen Marianne wählte die Schweiz ihre Helvetia. Nachdem Napoleon Bonaparte den Kanton St. Gallen gründete, wurde das Rutenbündel übernommen und zeigt heute, unter welchen Umständen der Kanton gegründet wurde. Das St. Galler Rutenbündel hat acht (davon sichtbar fünf) Stäbe für die acht ehemaligen Bezirke des Kantons zur Zeit der Kantonsgründung.

## Wirtschaft

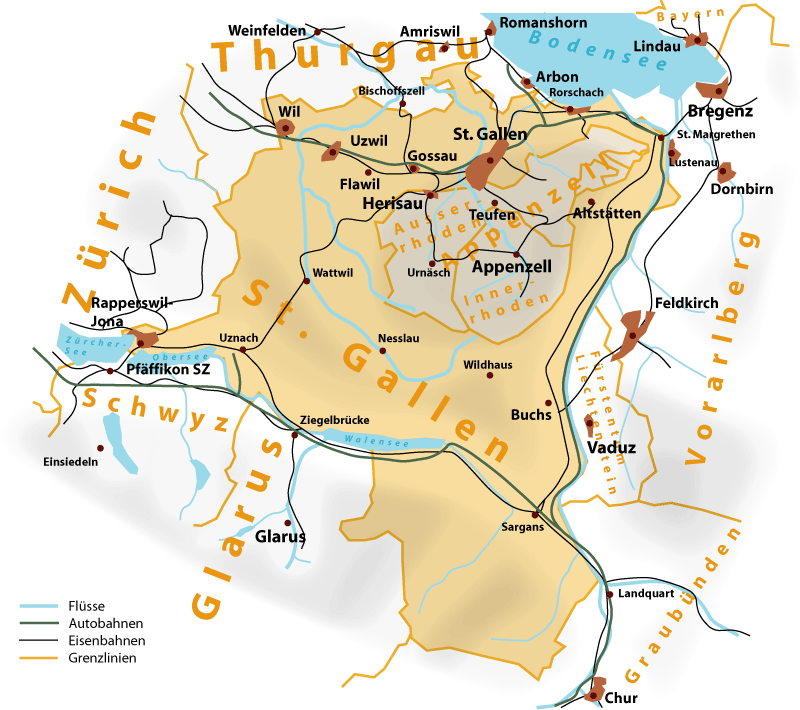
Agglomerationen und Eisenbahnlinien im Kanton St. Gallen

- 2022 betrug das Bruttoinlandsprodukt 44,6 Milliarden Franken (Platz 6 unter den 26 Kantonen).[30] Mit einem Bruttoinlandsprodukt pro Kopf von 85'320 Franken (2022) belegte der Kanton Platz 8.[31]
- 2012 wurden 285'210 Beschäftigte im Kanton St. Gallen gezählt, wovon 11'696 auf den primären (Urproduktion), 87'948 auf den sekundären (Industrie) und 185'566 auf den tertiären Sektor (Dienstleistung) entfielen.
- 2017 waren rund 269'000 Einwohner des Kantons St. Gallen erwerbstätig.[32]
- 37'012 Arbeitsstätten wurden 2012 im Kanton gezählt (davon 4428 im primären, 6688 im sekundären und 25'896 im tertiären Sektor).
- Die Arbeitslosenquote bezifferte sich per 30. Juni 2021 auf 2,3 Prozent gegenüber 2,8 Prozent auf eidgenössischer Ebene.[9]

Im Kanton wird die Hälfte der Gesamtfläche als landwirtschaftliche Flächen genutzt. Im Jahr 2020 wurde 14,2 Prozent der landwirtschaftlichen Nutzfläche durch 494 Betriebe biologisch bewirtschaftet. Bis etwa 1920 war der bei weitem wichtigste Industriezweig der St. Galler Wirtschaft die Textilindustrie.
Die bedeutendste Firma im Kanton ist der Baustoffkonzern LafargeHolcim mit Sitz in Rapperswil-Jona. Der Konzern lag 2018 auf der Liste der grössten Unternehmen in der Schweiz auf Platz 14. Weitere bedeutende Firmen sind Bühler AG, Geberit, SFS, Debrunner Koenig, Leica Geosystems und  Maestrani.
Im Sarganserland und im Obertoggenburg ist der Tourismus im Sommer und im Winter von Bedeutung. Nebst den Skigebieten Flumserberg, Pizol und Obertoggenburg spielt der Tourismus auch in der Stadt Gallen mit der Stiftsbibliothek und der Stiftskirche eine Rolle.

## Verkehr

### Öffentlicher Verkehr
Mehrere Fernverkehrslinien der Schweizerischen Bundesbahnen verkehren durch den Kanton. Der wichtigste Knotenpunkt im Kanton ist dabei der Bahnhof St. Gallen, in zweiter Linie folgen die Bahnhöfe Wil, Rapperswil, Ziegelbrücke, Sargans, Rorschach und die Grenzbahnhöfe Buchs SG und St. Margrethen.
Das Rückgrat des Regionalverkehrs im Kanton St. Gallen bildet die S-Bahn St. Gallen, die durch Thurbo, die Südostbahn und die Appenzeller Bahnen betrieben wird. Das Postauto, die VBSG, private Busbetriebe, die Seilbahn Unterterzen–Tannenbodenalp und der Schiffsbetrieb nach Quinten erfüllen im Auftrag des Kantons oder Gemeinden Leistungen im Regional- und im Ortsverkehr. Alle im Kanton St. Gallen tätigen öffentlichen Bahn- und Busunternehmen sind Mitglied im Tarifverbund Ostwind.
Schiffsverkehr findet auf dem Walensee, dem Zürichsee und dem Bodensee statt.

### Individualverkehr
Das im Kanton St. Gallen fertiggestellte Nationalstrassennetz stellt den Anschluss an die übrige Schweiz sicher; hängig ist einzig ein besserer Anschluss ins benachbarte Österreich. Das Kantonsstrassennetz mit einer Gesamtlänge von ungefähr 675 Kilometern deckt kantonale und regionale Bedürfnisse ab. Verbindungen innerhalb der Gemeinden oder weniger bedeutende Verbindungen zwischen Gemeinden liegen in der Verantwortung der politischen Gemeinden.
Im Jahr 2024 lag der Motorisierungsgrad (Personenkraftwagen pro 1'000 Einwohner) bei 555.
Das kantonale Tiefbauamt unterhält eine Fachstelle für den Langsamverkehr. Primär sind für den Langsamverkehr (Fuss-, Wander- und Radwegnetze) aber die Gemeinden zuständig.

## Städte und Orte

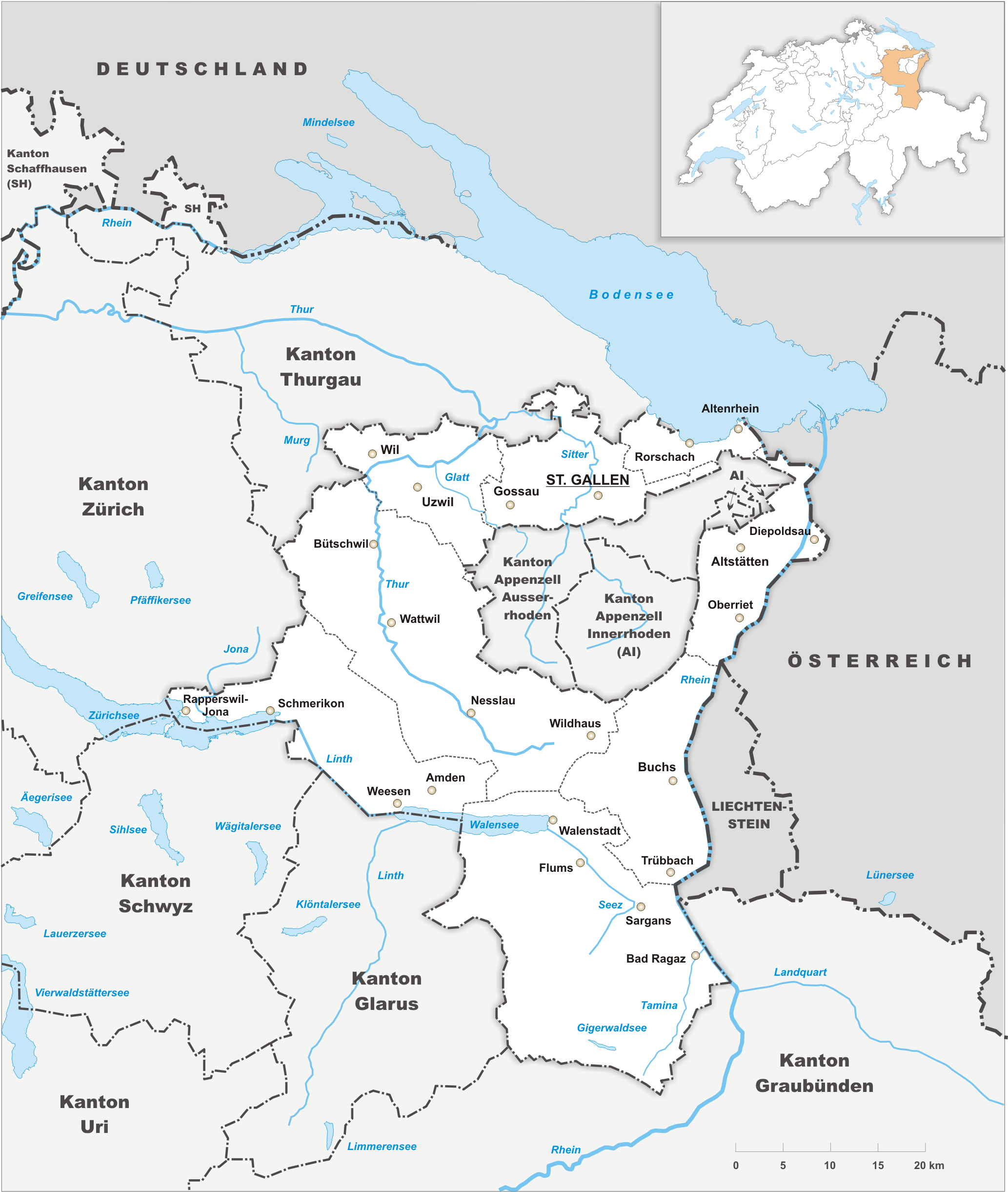
Städte und Orte des Kantons St. Gallen

Nachfolgend aufgelistet sind die bevölkerungsreichsten der 77 politischen Gemeinden mit mehr als 10'000 Einwohnern per 31. Dezember 2023:
| Politische Gemeinde  | Einwohner |
| -------------------- | --------- |
| St. Gallen, Hauptort | 78'213    |
| Rapperswil-Jona      | 28'640    |
| Wil                  | 24'980    |
| Gossau               | 18'454    |
| Uzwil                | 14'279    |
| Buchs                | 13'931    |
| Altstätten           | 12'456    |
| Flawil               | 10'631    |

Weitere Gemeinden mit bekannten Ortschaften sind:
| Politische Gemeinde     | Einwohner |
| ----------------------- | --------- |
| Rorschach               | 9955      |
| Wattwil                 | 9161      |
| Uznach                  | 7014      |
| Sargans                 | 6522      |
| Bad Ragaz               | 6835      |
| Wildhaus-Alt St. Johann | 2618      |